# Орн (департамент)
Орн (фр. Orne) — департамент на північному заході Франції, один з департаментів регіону Нижня Нормандія. Порядковий номер 61. Адміністративний центр — Алансон. Населення 292,3 тис. чоловік (73-е місце серед департаментів, дані 1999 р.).

## Географія
Площа території 6103 км². Через департамент протікає річка Орн, що дала йому свою назву.
Департамент включає 3 округи, 40 кантонів і 505 комун.

## Історія
Орн — один з перших 83 департаментів, створених в березні 1790 р. Знаходиться на території колишніх провінцій Нормандія і Перш.